# 愛さずにはいられない (宇徳敬子の曲)
「愛さずにはいられない」（あいさずにはいられない）は、宇徳敬子の3枚目のシングル。ZAIN RECORDSから1994年3月16日に発売された。規格品番：ZADL-1028。

## 概要
宇徳敬子3枚目のソロシングルで、自身2番目の売上を記録している。
TBS系「'94世界フィギュアスケート選手権大会」テーマに使用された。

宇徳敬子初となるオリコンチャート初登場ベスト10入りをした作品。

## タイアップ
- TBS系「'94世界フィギュアスケート選手権大会」テーマ曲

## 収録曲
特記以外　作詞・作曲：宇徳敬子　編曲：池田大輔
1. 愛さずにはいられない
作曲：多々納好夫
2. 幸せの予感
3. 愛さずにはいられない　Original Karaoke